# SR-3 Vikhr
SR-3 Vikhr (СР-3 Вихрь) là loại súng trường tấn công nhỏ gọn do A. Borisov và V. Levchenko tại TsNIITochMash phát triển từ đầu những năm 1990. Loại súng này sử dụng loại đạn 9×39mm cận âm dùng cho khẩu AS Val, chúng được trang bị rộng rãi cho các nhóm vệ sĩ bảo vệ các nhân vật quan trọng hay cho các lực lượng đảm nhận việc gìn giữ an ninh quốc gia như các lực lượng cảnh sát, các lực lượng đặc nhiệm chống khủng bố hay một số lực lượng trong Bộ nội vụ Nga. Nhìn bề ngoài thì SR-3 trông giống như một khẩu tiểu liên nhưng bắn loại đạn súng trường cận âm mạnh hơn nhiều như đạn cận âm xuyên giáp (SP-6) hay cận âm dạng bi (SP-5) nên nó được xem là súng trường tấn công chứ không phải tiểu liên.

## Thiết kế
SR-3 sử dụng cơ chế nạp đạn bằng khí nén với hệ thống trích khí dài và khóa nòng xoay giống như khẩu AS nhưng ngắn hơn nhiều. Báng súng của khẩu súng gấp lên phía trên. Nút kéo lên đạn được thiết kế nằm ở phía trên nòng súng đối diện tay cầm. Nút khóa an toàn nằm ở hai bên thân súng phía trên cò súng. Nút chọn chế độ bắn có hình dấu chéo nằm phía sau cò súng và phía trong vòng bảo vệ cò súng. Hộp đạn được làm bằng nhựa chịu lực có thể chứa từ 10 đến 20 viên. Hệ thống nhắm điểm ruồi có dạng chữ U có tầm nhắm là từ 100 đến 200 m.

## Biến thể

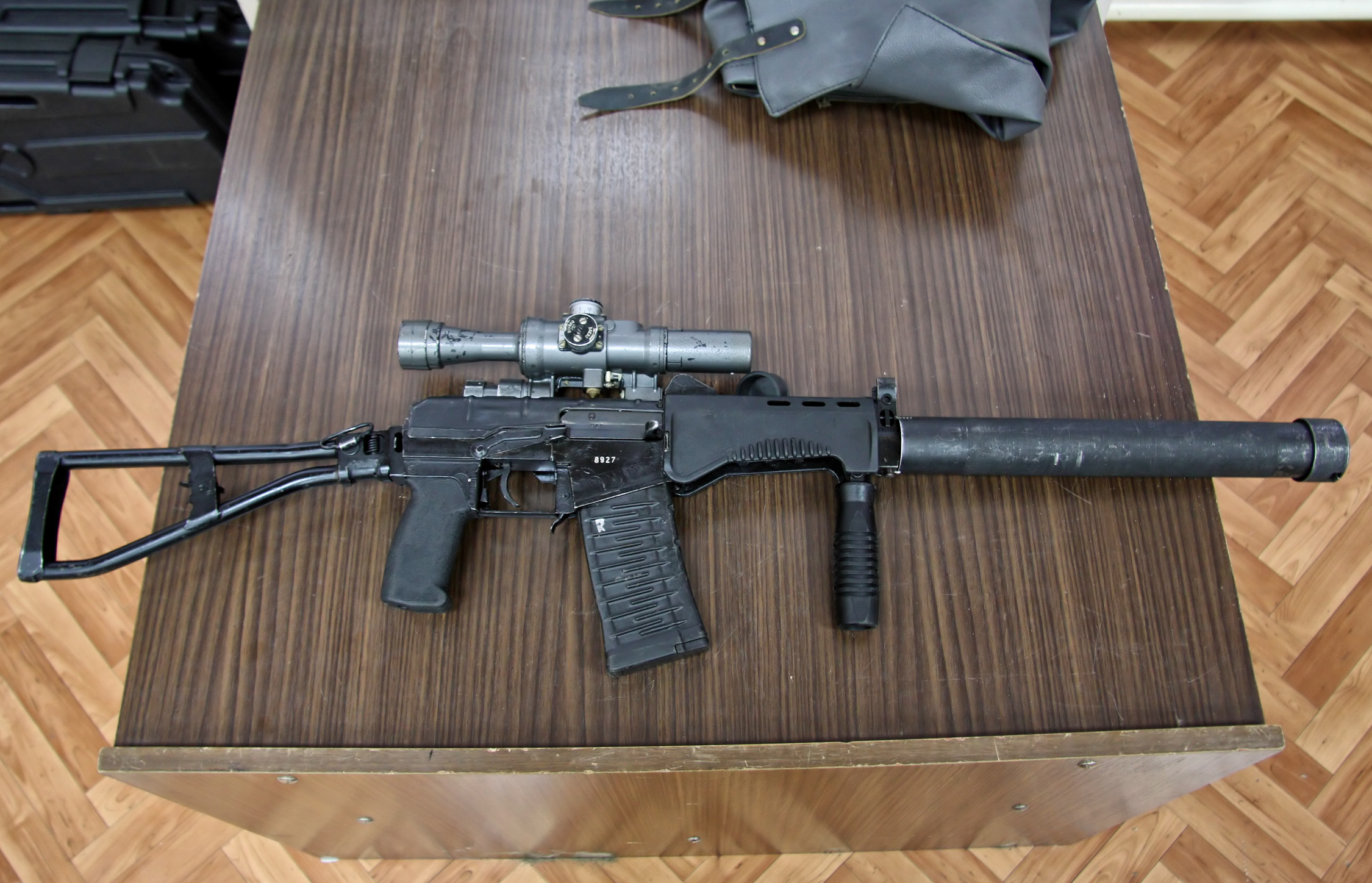
SR-3M

TsNIITochMash đã nâng cấp khẩu súng theo yêu cầu của lực lượng thi hành công vụ thành SR-3M. Mẫu nâng cấp này kết hợp các thiết kế của SR-3, AS và VSS Vintorez. Nó có một ống hãm thanh có thể tháo ráp dễ dàng báng súng gấp sang một bên chứ không gấp lên trên để chừa chỗ cho các hệ thống nhắm sẽ được lắp vào. Thanh răng trên thân súng có thể lắp nhiều loại hệ thống nhắm cũng như bộ phận nhìn đêm khác nhau theo tiêu chuẩn của Nga. Hộp đạn được nới rộng ra để chứa được nhiều đạn hơn. Tay cầm chữ I cũng được tích hợp trên khẩu súng.